# Saint-Benoist-sur-Vanne
Saint-Benoist-sur-Vanne település Franciaországban, Aube megyében. Lakosainak száma 229 fő (2022. január 1.). Saint-Benoist-sur-Vanne Paisy-Cosdon, Planty, Rigny-le-Ferron és Vulaines községekkel határos.

## Népesség
A település népessége az elmúlt években az alábbi módon változott:
| Lakosok száma | 244  | 230  | 198  | 239  | 235  | 235  | 237  | 241  | 237  | 229  |
|               | 1968 | 1982 | 1990 | 2006 | 2013 | 2015 | 2017 | 2019 | 2020 | 2022 |